# Підкіпка
Підкіпка (Brachypteracias) — рід сиворакшоподібних птахів родини підкіпкових (Brachypteraciidae). Включає 2 види.

## Поширення
Ендеміки Мадагаскару. Один вид вимер у доісторичний час та відомий лише по викопних рештках.

## Види
- †Brachypteracias langrandi
- Підкіпка коротконога (Brachypteracias leptosomus)